# 김응권
김응권(金應權,  1962년 3월 11일  ~ , 충북 보은)은 대한민국의 공무원이다. 

## 학력
- 청주고등학교 졸업
- 서울대학교 사회교육학 학사
- 서울대학교 행정대학원 행정학 석사
- 아이오와대학교 대학원 교육행정학 박사

## 경력
- 1984.12 : 제28회 행정고시 합격
- 2001.07 ~ 2003.01 : 교육인적자원부 대학행정지원과장
- 2003.01 ~ 2004.03 : 교육인적자원부 국제교육협력과장
- 2004.03 ~ 2005.09 : 교육인적자원부 재정기획관(국장)
- 2005.09 ~ 2007.01	: 교육부총리 비서실장
- 2007.01 ~ 2007.08 : 충남대학교 사무국장
- 2007.08 ~ 2011.02	: 주미국대한민국대사관 공사참사관(교육관)
- 2011.02 ~ 2011.08 : 교육과학기술부 대학지원실 대학선진화관(국장)
- 2011.09 ~ 2012.05 : 교육과학기술부 대학지원실장
- 2012.05 ~ 2013.03 : 교육과학기술부 제1차관
- 2014.01 ~ 2016.04	: 한국과학창의재단 이사
- 2014.02 ~ 2018.02 : 우석대학교 총장
- 2014.12 ~ 2015.12	: 감사원 감사혁신위원
- 2017.04 ~ 2018.03	: 한국대학교육협의회 이사
- 2017.05 ~ 2019.05 : 사학분쟁조정위원회 위원
- 2019.04 ~ 2020.03 : 한국대학교육협의회 이사
- 2018.04 ~ 2021.12 : 감사원 제6기 정책자문위원
- 2018.11 ~ : 제9대 한라대학교 총장
- 2021.06 ~ : 한국사립대학총장협의회 부회장
- 2023.02 ~ : 강원특별자치도 지원위원회 민간위원
- 2023.03 ~ : 국가교육위원회 지방대학 발전 특별위원회 위원
- 국무총리 규제혁신추진단 자문단 교육·문화 담당

## 수상
- 1995년 : 업무추진우수 대통령표창

| 전임 이상진 | 제5대 교육과학기술부 제1차관 2012년 5월 8일 ~ 2013년 3월 12일 | 후임 나승일 (교육부 차관) |